# Aleksander Grabkowski
Aleksander Grabkowski herbu Jastrzębiec – kasztelan połaniecki z nominacji Stanisława Leszczyńskiego od 1707 roku, podstoli krakowski w latach 1697-1707, rotmistrz wojska powiatowego województwa sandomierskiego w 1703 roku. 